# Maxim Monter
Maxmilian (Maxim) Johann Monter (23. června 1865 Kostelec nad Labem – 2. října 1942 Terezín) byl rakouský a později československý pedagog, architekt a malíř, který působil od roku 1904 v Brně. Byl židovského původu.

## Život
Absolvoval vyšší reálku a Německé Vysoké učení technické v Praze. V letech 1888–1894 působil jako architekt a malíř v Žatci, Mnichově a v okolí Bodamského jezera. Posléze byl krátce, do roku 1895, asistentem na Vysokém učení technickém v Praze. Pak vyučoval na státní průmyslové škole v Černovcích v tehdy rakouské Bukovině, kde působil až do roku 1904. V letech 1904–1910 byl profesorem na státní německé průmyslové škole v Brně; zde si vybudoval svůj architektonický a malířský ateliér.
V době německé okupace byl deportován do koncentračního tábora Terezín. Tam zemřel 2. října 1942 ve věku 77 let.

## Architektonické dílo
Jako architekt spolupracoval se staviteli Josefem Jelinkem ml. a zejména s A. Bacherem. Navrhl následující stavby v Brně:
- Obytný dům s cukrárnou Aida, Běhounská 12/110,
- Nájemný dům W. Foita a E. Paikera, Jakubské náměstí 2/101,
- Nájemný dům Josefa Jelinka, Jakubské náměstí 4/580,
- Obytný dům Masarykova 6/401,
- Obytné domy Průchodní 1, 2/378, 377,
- Obytný dům Radnická 11/376,
- Obytný dům Zelný trh 19, 20/324,376.